# Yocto-
Yocto (símbol y) és un prefix del Sistema Internacional que indica un factor de 10-24 o 1/1.000.000.000.000.000.000.000.000 o, cosa que és equivalent, 0,000 000 000 000 000 000 000 001.
Adoptat el 1991, prové del grec οκτώ (októ), que significa vuit, donat que equival a 1/10008. El 2004, és el prefix més baix acceptat oficialment.
Per exemple:
1 yoctòmetre = 1 ym = 10-24 metres = 0,000 000 000 000 000 000 000 001 metres
1 yoctogram = 1 yg = 10-24 grams = 0,000 000 000 000 000 000 000 001 grams
1 yoctosegon = 1 ys = 10-24 segons = 0,000 000 000 000 000 000 000 001 segons